# Judith Leyster
Judith Leyster (asszonyneve: Judith Molenaers) (Haarlem, 1609. július – Heemstede, 1660. február 18.) holland festőnő a 17. században, a holland festészet aranykorában. A haarlemi festő céh mindössze két női tagjának egyike a 17. században. Ismert önarcképét 1630-ban festette, a National Gallery of Art őrzi Washingtonban.

## Életpályája
Atyja sörgyáros volt, kilencen voltak testvérek, Judith volt a nyolcadik gyermek. A haarlemi Nagytemplomban keresztelték meg. 1628-ban a család Utrechtbe költözött, Judith Leyster itt került kapcsolatba két Caravaggiót követővel, Hendrick Terbrugghen és Gerard van Honthorst festőkkel. 1629 szeptemberében Judith szülei Zaandamba költöztek, nem lehet tudni, hogy Judith velük ment-e. 1630 körül Frans Hals tanítványa volt Haarlemben, akinek félalakos portrészerűen ábrázolt életképei hatottak rá. 1631-ből való első aláírt képe, s 1633-ban felvették Haarlemben a helyi Szent Lukács festő céhbe. Saját üzletet nyithatott, tanítványokat fogadhatott. Nyugat-Európában talán éppen ő volt az első teljes jogosítványokkal rendelkező festőművésznő.
Férjhez ment 1636. június 1-jén Heemstede városában Jan Miense Molenaer festőhöz, öt gyermekük született: John (1637), James (1639), Helena (1643), Eva (1646) és a Constantine (1650). Családjának gondozása véget is vetett az ő festői karrierjének, 1636 után már kevés időt tudott a festésnek szentelni.
Judith Leyster 1660-ban Heemstede városában hunyt el, itt is helyezték örök nyugalomra. Férje felgyógyult, később, 1668-ban halt meg.

## Munkássága
A haarlemi iskola modorában festett barokk stílusban kisméretű félalakos, majd egész alakos portrékat és életképeket. Mintegy 48 művet tulajdonítanak neki, ezekből 12 lelhető fel, további hét kép esetében a stílustörténeti vizsgálat még nem döntötte el, hogy azok valójában neki tulajdonítható képe-e. 2009. december 19. és 2010. május 9. között a washingtoni National Gallery of Art és a Frans Hals Múzeum Haarlemben kiállítást szervezett a festőnő születésének 400. évfordulója alkalmából. Kiállították önarcképét és még tíz képet. Továbbá, ezen a kiállításon volt látható egy keresett festmény, amely ma is egy belga gyűjtő tulajdonában van, csendéletet ábrázol "Egy váza virág" címen.
„A haarlemi Judith Leyster saját korában elismert és sikeres festőnek számított, halála után azonban neve több évszázadig a feledés homályába merült. Az első róla szóló cikk 1893-ban jelent meg, s még további száz évet kellett várni ahhoz, hogy hazájában műveiből monografikus kiállítást rendezzenek. Ennek az egyik fő oka az lehetett, hogy a festőnő számos alkotását csupán az utóbbi időben sikerült azonosítani, mivel ezeket stiláris sajátosságaik alapján sokáig az egyik leghíresebb holland festőnek, Frans Halsnak tulajdonították. Tény, hogy talán egyetlen más 17. századi festőnek sem sikerült Frans Hals modorát, oldott, szinte impresszionisztikus ecsetkezelését annyira elsajátítania, mint éppen Judith Leysternek, akiről emiatt feltételezték, hogy egy ideig talán maga is a haarlemi festőóriás tanítványa lehetett.”

## Galéria

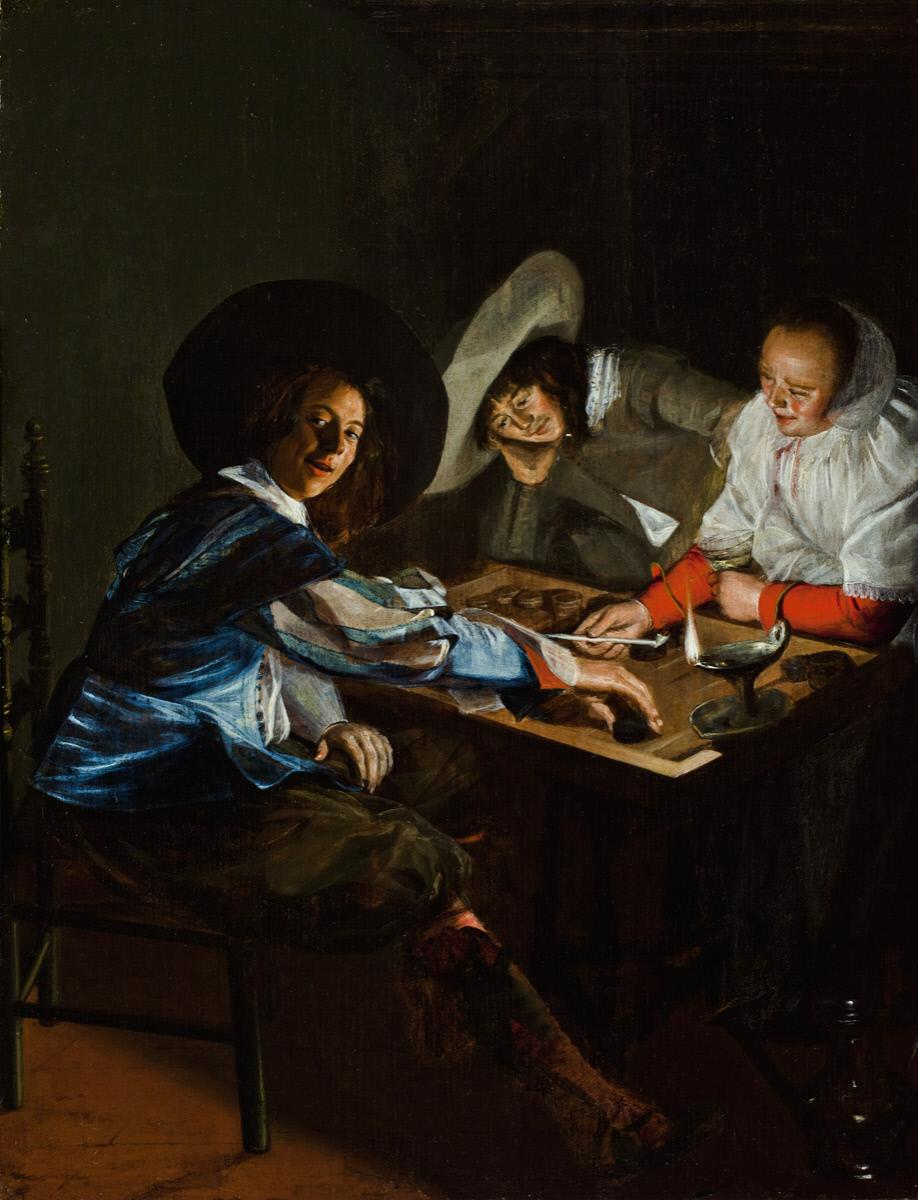
Tric-trac játék (1630; Worcester Art Museum, Worcester, Massachusetts, USA)
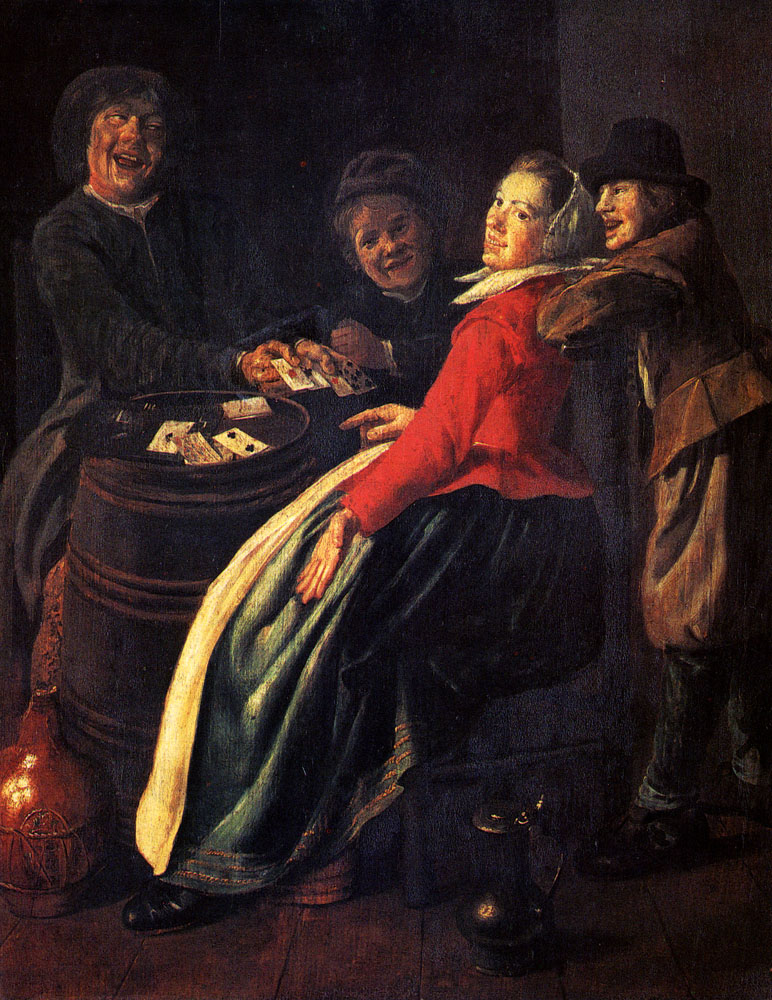
Kártyajáték (magángyűjteményben)
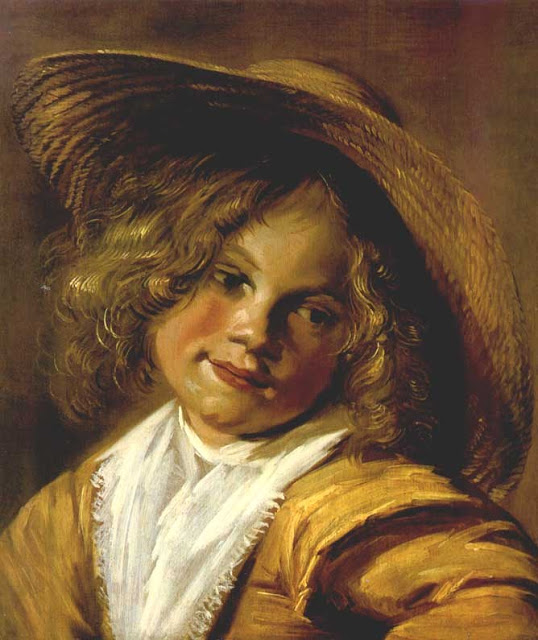
Gyermekfej (1630–1640 közt; Galleria dell'Accademia Carrara, Bergamo)
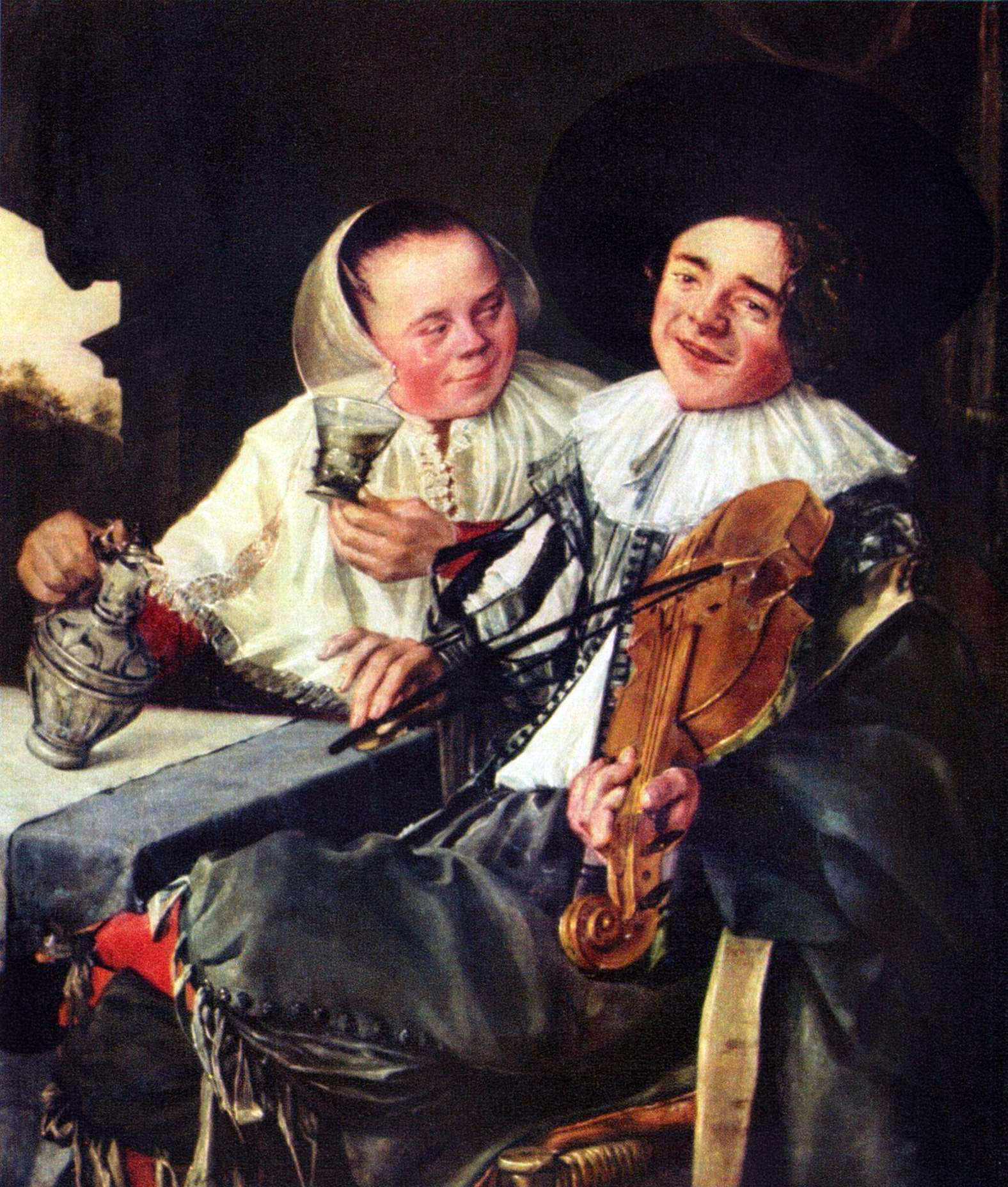
Vidám társaság (1630; Louvre; Párizs)
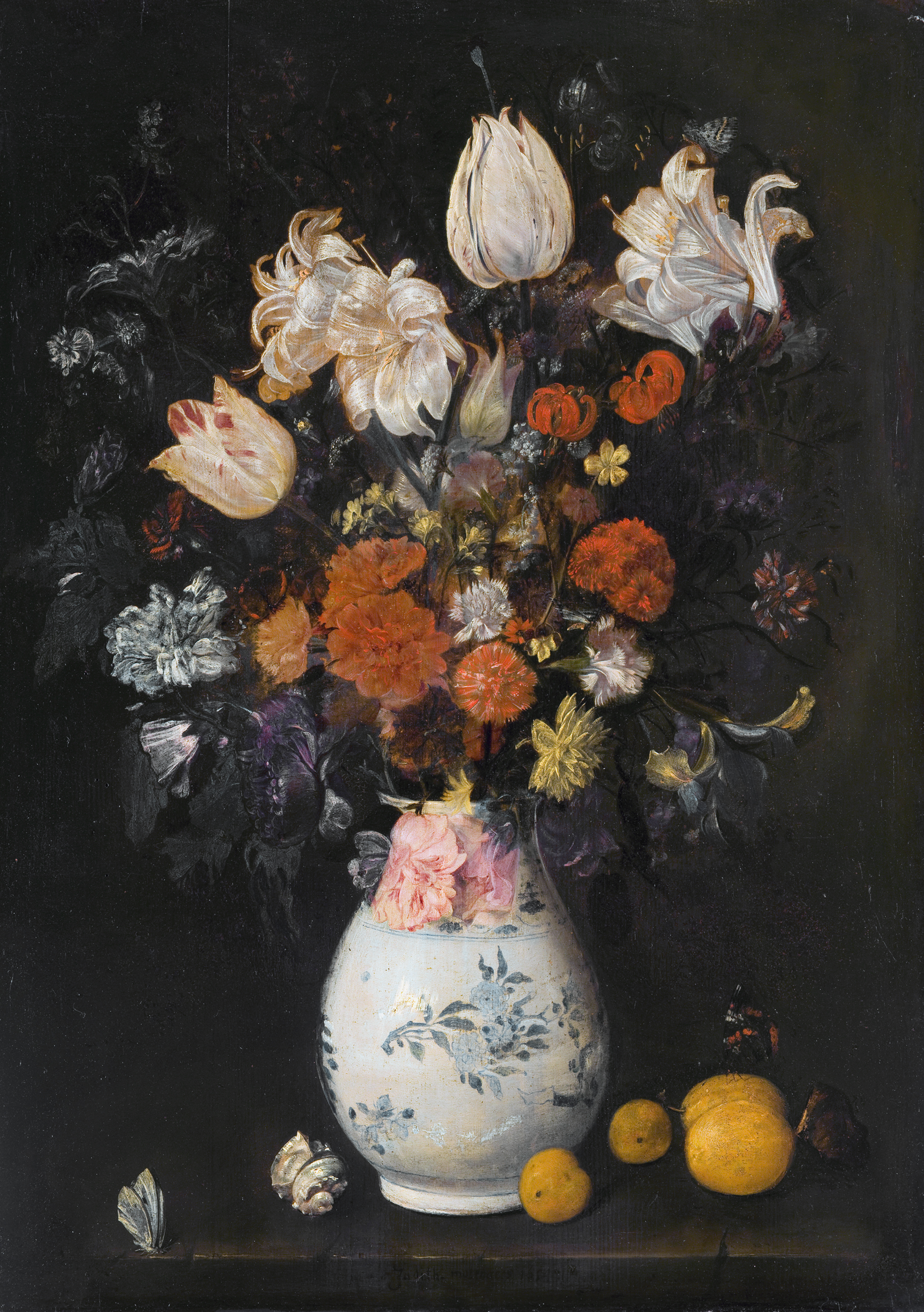
Egy váza virág (1654;[8] magángyűjteményben)

## Fordítás
- Ez a szócikk részben vagy egészben a Judith Leyster című holland Wikipédia-szócikk ezen változatának fordításán alapul.  Az eredeti cikk szerkesztőit annak laptörténete sorolja fel. Ez a jelzés csupán a megfogalmazás eredetét és a szerzői jogokat jelzi, nem szolgál a cikkben szereplő információk forrásmegjelöléseként.